# E.T.'s Rugby League
E.T.'s Rugby League is een sportspel voor Amiga, Commodore 64 en DOS. Het spel werd uitgebracht in 1992. 